# SABMiller
SABMiller was een van de grootste brouwerijen ter wereld. In oktober 2015 bereikte Anheuser-Busch InBev een fusieakkoord met SABMiller, in oktober 2016 werd deze combinatie voltooid.
De brouwerij die oorspronkelijk uit Zuid-Afrika komt was actief op zes continenten. Het bedrijf had zes bieren staan in de lijst met vijftig meest verkochte bieren. Naast de productie van bier was SABMiller betrokken bij het bottelen van producten van Coca-Cola.
Vanaf 1999 tot de overname door AB InBev stond het bedrijf genoteerd op de London Stock Exchange en maakte deel uit van de FTSE 100. In het gebroken boekjaar 2015 behaalde het bedrijf een omzet van 22 miljard dollar en verkocht 246 miljoen hectoliters (hl) bier, 70 miljoen hl frisdrank en 8 miljoen hl andere alcoholische dranken.

## Geschiedenis
De bierbrouwer werd in 1895 opgericht onder de naam South African Breweries. In de tweede helft van de 20e eeuw nam SAB de bierbrouwers Ohlsson’s en Chandlers over en had daarmee bijna de hele biermarkt in het land in handen. Na de jaren 90 van de 20e eeuw begon SAB uit te breiden in Europa omdat verdere groei in Zuid-Afrika niet meer mogelijk was. De eerste acquisitie was die van Brouwerij Dreher in Hongarije in 1993. Meer overnames volgden en in 2001 werd 42% van de omzet buiten Zuid-Afrika gerealiseerd.
In 2002 verkocht Philip Morris de bieractiviteiten van Miller Brewing Company aan SAB. De transactie had een waarde van $5,6 miljard en werd deels in aandelen betaald. Phillip Morris kreeg zo’n 430 miljoen aandelen ter waarde van $ 3,6 miljard en daarmee een belang van 36% in de nieuwe combinatie SABMiller. Verder mocht Phillip Morris drie van de elf bestuurders van het bierconcern benoemen. Miller is de tweede bierproducent in de Verenigde Staten, maar het marktaandeel stond onder druk door Anheuser-Busch, de nummer één op de Amerikaanse markt. Altria Group, de rechtsopvolger van Philip Morris, heeft nog steeds een kwart van de aandelen SABMiller in handen.
In 2005 nam SABMiller voor $7,8 miljard Grupo Empresarial Bavaria over. Met deze overname kreeg het bedrijf een sterke positie in Latijns-Amerika. Bavaria verkoopt bier, mineraalwater, vruchtensappen en frisdrank in Colombia, Peru, Ecuador, Bolivia, Chili en Costa Rica. SABMiller betaalde een deel van de overnamesom in aandelen. De Santo Domingo familie, de oprichters van Bavaria, kreeg in ruil voor hun 75% belang aandelen SABMiller ter waarde van $3,5 miljard. De familie werd daarmee op de een na grootste aandeelhouder in de brouwer met een belang van 15%.
In oktober 2007 bereikte SABMiller een akkoord met het Amerikaanse bierbedrijf Molson Coors Brewing Company. Beide bedrijven gaan de activiteiten samenvoegen waarmee een combinatie wordt gevormd met een omzet van $6,6 miljard per jaar. Het samengaan van de twee leidt tot een marktaandeel van 29% in de Verenigde Staten, nog ver achter Anheuser-Busch met een marktaandeel van 49%. SABMiller krijgt 58% van de aandelen en Molson Coors de resterende 42%, maar beide partijen krijgen evenveel stemrecht. De resultaten van MillerCoors worden niet geconsolideerd in de resultaten van SABMiller.
In november 2007 kocht SABMiller Grolsch voor €816 miljoen.
Eind 2011 werd Foster's overgenomen. SABMiller betaalde $10,2 miljard voor de nummer één bierbrouwer van Australië en was daarmee ook de grootste overname ooit van SABMiller. Foster's en Lion Nathan, in handen van de Japanse brouwer Kirin, hebben samen 90% van de Australische biermarkt in handen. Door deze overname daalde het aandeel in de omzet van de opkomende landen van 80% naar 70% in de totale omzet van SABMiller.
In september 2014 wees bierbrouwer Heineken een overnamebod van SABMiller af. SABMiller was bereid na de inlijving het erfgoed en de identiteit van Heineken als onafhankelijk bedrijf te behouden. Wanneer het bod had plaatsgevonden en de hoogte van het bod werden niet bekendgemaakt.
In december 2014 kondigde SABMiller, The Coca-Cola Company en de Zuid-Afrikaanse Gutsche familie aan de frisdrankactiviteiten in zuidoost Afrika te gaan bundelen. De nieuwe combinatie gaat Coca-Cola Beverages Africa heten. Het bedrijf wordt actief in 12 landen en telt 30 fabrieken met meer dan 14.000 werknemers. SABMiller krijgt een meerderheidsbelang van 57% in het geheel. Door de samenwerking stijgt het aandeel frisdrank in het totaal van SABMiller naar ruim 20%. De verkopen van frisdrank is sneller gestegen dan die van bier in de afgelopen jaren.
In oktober 2015 wees het bestuur van SABMiller een overnamebod van £65 miljard van concurrent AB InBev af als te laag. AB InBev deed eerder twee, niet-publiek bekendgemaakte, biedingen die allebei werden afgewezen en kwam vervolgens met een derde openbaar bod van £42,15 per aandeel. Grootaandeelhouder Altria staat welwillend tegenover dit bod, maar de op een na grootste aandeelhouder, de Santo Domingo familie, vindt het bod nog onvoldoende. Op 13 oktober bereikten de twee overeenstemming over een fusie. AB InBev heeft het bod per aandeel verhoogd naar £44 in contanten, maar sommige grootaandeelhouders kunnen kiezen voor aandelen AB InBev. Daarmee wordt SABMiller in totaal gewaardeerd op omgerekend ruim €95 miljard. De combinatie wordt de grootste bierbrouwer ter wereld met een globaal marktaandeel van zo'n 30% en een jaaromzet van £64 miljard. Het nieuwe concern zal bedrijfsonderdelen moeten verkopen, waaronder in de Verenigde Staten en de Volksrepubliek China, om van de toezichthouders aldaar toestemming te krijgen.

## Merken
SABMiller bezat voor de fusie met AB InBev bijna 200 merken, daarvan waren er vier door de brouwer bestempeld als wereldwijd merk, dit zijn:
- Pilsner Urquell
- Peroni Nastro Azzurro
- Miller Genuine Draft
- Grolsch

In mei 2016 gaf de Europese Commissie groen licht voor de acquisitie van SABMiller door AB InBev. Er werden wel diverse voorwaarden gesteld. AB InBev zal de bieractiviteiten van SABMiller in Frankrijk, het Verenigd Koninkrijk, Tsjechië, Hongarije, Polen, Roemenië en Slowakije moeten verkopen. De Japanse brouwerijgroep Asahi deed in februari 2016 een bod op Grolsch, Peroni en Meantime. Asahi zou bereid zijn 400 miljard yen (3,1 miljard euro) te betalen voor de drie bedrijven. In april 2016 accepteerde AB InBev het bod van de Asahi Group Holdings om Grolsch, Peroni en Meantime over te nemen.

## Resultaten
SABMiller heeft een gebroken boekjaar. Het jaar 2015 heeft betrekking op de periode van 1 april 2014 tot en met 31 maart 2015.
| Jaar | Omzet  | Nettoresultaat | Biervolume (in miljoenen hl) | Werknemers (gemiddeld) |
| ---- | ------ | -------------- | ---------------------------- | ---------------------- |
| 2010 | 18.020 | 1910           | n.b.                         | 70.131                 |
| 2011 | 19.408 | 2408           | n.b.                         | 69.212                 |
| 2012 | 21.760 | 4221           | n.b.                         | 71.144                 |
| 2013 | 23.213 | 3250           | 242                          | 70.486                 |
| 2014 | 22.311 | 3381           | 245                          | 69.947                 |
| 2015 | 22.130 | 3299           | 246                          | 68.808                 |